# Мелкозубые барабули
Мелкозубые барабу́ли (лат. Mulloidichthys) — род лучепёрых рыб из семейства барабулевых (Mullidae). Распространены в умеренных, субтропических и тропических водах всех океанов. Максимальная длина тела у разных видов варьируется от 24,5 до 44,8 см. Морские придонные рыбы. Питаются донными беспозвоночными.

## Описание
Тело удлинённое, несколько сжато с боков. Длина рыла превышает длину посторбитального расстояния. Два подбородочных усика, длина которых укладывается 4,2—5,7 раз в стандартную длину тела. На обеих челюстях есть конические зубы. Боковая линия полная, с 33—39 чешуйками, заходит на основание хвостового плавника (плюс 3—4 чешуйки). В первом спинном плавнике 8 колючих лучей, а во втором — 9 мягких лучей. В анальном плавнике один колючий и 6 мягких лучей. В грудных плавниках 15—18 мягких лучей. В брюшных плавниках 1 колючий и 5 мягких лучей. Окраска тела или однотонно-красная или от серебристо-белой до жёлтой с жёлтыми полосами, проходящими по бокам тела, которые ограничены сверху и снизу узкими голубоватыми полосками.

## Классификация
В состав рода включают 7 видов:
- Mulloidichthys ayliffe Uiblein, 2011[2]
- Mulloidichthys dentatus (Gill, 1862)
- Mulloidichthys flavolineatus (Lacépède, 1801) — Желтолинейная мелкозубая барабуля
  - Mulloidichthys flavolineatus flavicaudus Fernández-Silva & J. E. Randall, 2016 [4]
  - Mulloidichthys flavolineatus flavolineatus Lacépède, 1801)
- Mulloidichthys martinicus (Cuvier, 1829)
- Mulloidichthys mimicus J. E. Randall & Guézé, 1980
- Mulloidichthys pfluegeri (Steindachner, 1900)
- Mulloidichthys vanicolensis (Valenciennes, 1831) —  Желтопёрая мелкозубая барабуля